# Vellore
 (février 2016).
Si vous disposez d'ouvrages ou d'articles de référence ou si vous connaissez des sites web de qualité traitant du thème abordé ici, merci de compléter l'article en donnant les références utiles à sa vérifiabilité et en les liant à la section « Notes et références ».
Vellore (en tamoul : வேலூர், en kannada : ವೆಲ್ಲೋರ್, en télougou : వెల్లోర్) est une corporation municipale de l'État du Tamil Nadu en Inde, chef-lieu du district homonyme.
Vellore borde les rives du fleuve Palar sur le site de Fort de Vellore. La cité se trouve entre les villes de Madras (à 145 km), Bangalore (à 215 km) et Tiruvannamalai (75 km). Elle possède plusieurs universités renommées, d'anciens temples et un fort.

## Démographie
La ville s’est développée autour du Fort sur un rayon de 10 km, et sa superficie est de 87 915 km2. Vellore est administré par un maire, un maire adjoint et un commissaire de société. La ville est devenue une corporation municipale en août 2008, elle est divisée en 60 sièges de membre du conseil de la corporation, répartis en quatre zones : Katpadi, Sathuvachari, Vellore Fort et Shenbakkam. Chaque zone compte quinze sièges. Le tamoul est la langue officielle et la plus parlée, mais le télougou, l’ourdou, le malayalam et le kannada sont aussi employés, ainsi que l’anglais.

## Climat
Vellore a un climat humide et tropical de savane, atteignant de hautes températures pendant l'été. La ville connaît des hivers humides et des étés secs. Les températures maximales et minimales moyennes pendant l'été et l'hiver varient entre 38,5 °C et 18,95 °C. La température la plus haute jamais enregistrée est 45 °C et le plus bas est 10 °C.
L'humidité est comprise entre  40 % et 63 % pendant l'été et 67 % et 86 % pendant l'hiver. L'averse annuelle moyenne est de 996.7 millimètres. L'averse maximale arrive pendant octobre et novembre, avec la mousson du nord-est.

## Économie
Vellore et ses villes voisines forment une région industrielle en plein essor, grâce au desserrement du chemin de fer reliant Vellore, Walajapet, Chennai et Royapuram ainsi que le Quadrilatère d'or.

### Cuir
Des centaines de tanneries sont installées autour de Vellore et ses villes voisines, comme Ranipet, Ambur et Vaniyambadi. La région de Vellore est l'exportateur numéro un de cuir supérieur dans le pays. Le cuir de Vellore représente plus de 37 pour cent de l'exportation de produits en cuir de l’Inde (comme des chaussures, des vêtements et des gants).

### Manufacture
Des usines chimiques dans la zone économique Ranipet-SIPCOT sont une source majeure de revenu. La société EID Parry s’y est implantée, elle détient 38 pour cent de la part du marché mondial d’accessoires de salle de bains.
Des manufactures automobiles sont aussi présentes, dont SAME Deutz-Fahr, TVS–Brakes India, Mitsubishi, Greaves Cotto.
Le Tamil Nadu Ont est localisé à Katpadi, une localité de Vellore. C’est la seule société d'explosifs gouvernementale de l'Inde de plus de mille salariés.
La construction de centres de recherches en informatique pour Microsoft a été annoncée pour Vellore et le reste du Tamil Nadu.

### Vente au détail
Comme dans la grande majorité des villes d’Inde, Vellore possède son marché, qui comporte de nombreux marchands, se localisant dans le centre-ville, entre le Fort, la Mairie et les rues Bangalore, Scudder, Arni, Gandhi et Katpadi.

### Centres médicaux
Vellore comporte de nombreux hôpitaux, dont le célèbre Christian Medical College & Hospital fondé par la missionnaire américaine Ida Scudder, qui recueille des populations venues de toute la région, ayant besoin de soins s’étalant sur plusieurs mois. Ils résident donc temporairement dans l'établissement. La présence du Government Vellore Medical College and Hospital (VMCH), de l’Apollo KH Hospitals et du Sri Narayani Medical Research Center in Sripuram, auxquels s'ajoutent des facultés de médecine, permet une rapide progression de la santé à Vellore.

### Éducation
Vellore est considérée comme destination de choix pour l'enseignement médical et technologique en Inde. Elle possède une université d'État-gouvernementale, une université technologique privée, et une faculté de médecine privée et plusieurs écoles d'ingénieurs.

## Tourisme

### Le Fort
Le fort de Vellore est un des monuments les plus emblématiques de la ville. Il date du XVIe siècle et a abrité la famille royale de la dynastie Aravidu du royaume de Vijayanagar, ce qui a fait de la ville la dernière des capitales vijayanagaris,.
Le Fort est passé sous l’autorité des Rois de Vijayanagar puis aux Sultans de Bijapur, aux Marathes, aux Nababs du Carnatique et finalement aux Anglais, qui ont tenu le fort jusqu'à l'indépendance de l’Inde le 15 août 1947. Le gouvernement indien entretient avec le Fort un Département Archéologique.
Pendant l’Inde britannique, la famille du Sultan Tippu et le dernier roi de Ceylan, Vikrama Rajasinha, ont été tenus comme prisonniers royaux dans le fort. Le fort loge une église, une mosquée et un temple hindou. La première rébellion contre le pouvoir britannique a éclaté dans ce fort en 1806. Le Fort est connu pour ses grands remparts, ses larges douves et sa maçonnerie robuste.

### Musée gouvernemental d’État
Le Musée gouvernemental d’État est à l'intérieur du fort et a été ouvert au public en 1985. Il possède de nombreuses collections  d’objets en art, d'archéologie, de la préhistoire, d’armes, de sculptures, de bronze, de sculptures en bois, de travaux d'artisanat, de numismatique, de philatélie, de botanique, de géologie et de zoologie.
Les expositions incluent une double épée de bronze du taluk de Vellore datant de 400 av. J.-C, des sculptures en pierres des dernières périodes Pallava et Vijayanagar, des échiquiers d'ivoire et des pièces de monnaie utilisées par le dernier roi Kandyen (Sri Lanka), Vikrama Raja Singha. Des activités éducatives dans le musée incluent un camp d'art pour les étudiants du secondaire et des études d'iconographie pour les étudiants universitaires.

### Shri Lakshmi Temple

Vues du Sri Lakshmi Temple.

Shri Lakshmi Temple, plus connu sous le nom de « Temple d'or », est un nouveau temple dédié à la déesse hindoue Lakshmi. Il se situe à environ 8 km du Fort. Il a été construit par le Vellore-based Sri Narayani Peedam dirigé par Sakthi Amma. Le temple a des caractéristiques complexes ; il a été construit à la main par des centaines d'artisans et spécialiste de l'or. Son extérieur est recouvert de feuilles et plaques d'or. Environ 1,500 kg d'or ont été utilisés pour le temple, une des plus grandes quantités au monde. La construction a coûté 65 millions de dollars américains. L'éclairage est fait de telle façon que le temple scintille même la nuit. Il a été inauguré le 24 août 2007. Le sentier extérieur du temple est en forme d'étoile, 1,8 km dans la longueur, et ses murs présentent des enseignements de Sakthi Amma. Il est le deuxième temple d'or en Inde.

## Infrastructures

### Routes
Des routes nationales majeures passant par Vellore sont :
- NH-48 (anciennement NH46),
- NH-75 (anciennement NH234),

La NH-46 passe par Vellore, elle passe par Bangalore et Chennai, ainsi que la NH4 qui relie Ranipet à Chennai et l’autoroute Cuddalore-Chittoor, ce qui fait de Vellore un centre de transit.
De plus, le Quadrilatère d'or (le plus grand projet de voie express en Inde) facilite les liaisons avec Bangalore et Chennai (en moyenne, 2 heures pour se rendre à Chennai et 3 heures pour Bangalore).

### Chemins de fer
Vellore possède trois gares. La plus grande est la Jonction Vellore-Katpadi, c’est un embranchement ferroviaire majeur sur la ligne large Chennai-Bangalore. Il y a des communications ferroviaires directes à la jonction Vijayawada, Tirupati, Bhubaneswar, Nagpur, Bangalore, Bhopal, la jonction, Mumbai, Mangalore, Tiruchirapalli, Bilaspur, Korba, Patna, Ernakulam, Trivandrum, Kânyâkumârî, Shirdi,Kanpur, Gaya, Dhanbad, Madurai, Bhilai, Gwalior,Chennai, New Delhi, Coimbatore, Guwahati, Thiruvananthapuram, Kozhikode, Jaipur et d'autres villes majeures. Plus de 150 trains traversent la Jonction Vellore-Katpadi quotidiennement.
La deuxième plus grande station est la station Villupuram-Tirupati, puis  en troisième la Vellore Town Station.

### Aviation
La ville a un aéroport près d'Abdullapuram; avant 2010 il n’était pas ouvert au public et a été utilisé pour des programmes de formation aéronautique. Les aéroports internationaux les plus proches sont l'Aéroport International Chennai (130 km) et l'Aéroport International de Bangalore (200 km); l'aéroport national le plus proche est l'Aéroport Tirupati (100 km).

### Médias et communications
De nombreux quotidiens dans les langues régionales sont disponibles, ainsi que des quotidiens de langue anglaise comme le Deccan Chronicle, The New Indian Express (avec une édition locale), The Hindu, The Times of India et le Deccan Herald. Les quotidiens en langue tamoule, Thinaththanthi, Dinamalar, Dinakaran, Dinamani, Tamil Oosai, Tamil Murasu, Maalai Murasu et Malai Malar sont imprimés à Vellore.